# Tom Lynch
Thomas Lynch, detto Tom (Fall River, ... – ...; fl. XX secolo), è stato un calciatore statunitense, di ruolo centrocampista.

## Carriera
Prese parte ai mondiali del 1934 con la Nazionale statunitense.